# Tepetate, Puebla
Tepetate är en ort i Mexiko.   Den ligger i kommunen Vicente Guerrero och delstaten Puebla, i den sydöstra delen av landet, 220 km öster om huvudstaden Mexico City. Tepetate ligger 2 673 meter över havet och antalet invånare är 148.
Terrängen runt Tepetate är varierad. Runt Tepetate är det ganska tätbefolkat, med 149 invånare per kvadratkilometer. Närmaste större samhälle är Ajalpan, 18,9 km söder om Tepetate. Omgivningarna runt Tepetate är en mosaik av jordbruksmark och naturlig växtlighet.